# Maren Kling
Maren Kling (* in Lübeck) ist eine deutsche Sängerin, Schauspielerin, Autorin und Speakerin. Sie ist im Bereich Musik, Theater, Film sowie an Schnittstellen von Kunst und gesellschaftlichem Diskurs tätig.

## Leben und Werk
Maren Kling studierte Jazzgesang und Contemporary Vocals in Boston, Dublin und London. Seit den 2010er-Jahren ist sie als interdisziplinäre Künstlerin aktiv.
2023 spielte sie eine Hauptrolle im Spielfilm Lichtenberg, der 2024 beim Berlin Independent Film Festival gezeigt wurde.
Sie arbeitet als zertifizierter Schauspielcoach, ausgebildet bei Jens Roth (Source Tuning), und war für verschiedene Film- und Fernsehproduktionen aktiv, darunter der Berlinale-Eröffnungsfilm Das Licht (Regie: Tom Tykwer), die Disney+-Serie Habibi Baba Boom (Regie: Sascha Vredenburg) und die Paramount+-Serie Der Scheich (Regie: Dani Levy, Johannes Naber). Als Gesangscoach war sie u. a. für die ZDF-Doku-Reihe Don’t Stop the Music, die 2022 mit dem Deutschen Fernsehpreis ausgezeichnet wurde, sowie für einen Kinofilm von Eva Trobisch tätig.
Sie wirkte in verschiedenen Theaterproduktionen mit, unter anderem 2025 in der Titelrolle von Pandoras Podcast an der Neuköllner Oper. Mit dem Bühnenformat vollehalle tourte sie von 2018 bis 2024 durch Deutschland; die multimediale Show setzte sich performativ mit gesellschaftlichen Krisen und möglichen Lösungsansätzen auseinander.
Mit der Politökonomin Maja Göpel trat sie 2021 beim Reeperbahn Festival mit einem Musik- und Gesprächsformat zum zu gesellschaftlichem Wandel auf.
Sie tritt als Speakerin auf Konferenzen wie der re:publica oder der VOCER Medienkonferenz auf. 2025 brachte sie gemeinsam mit Sonja Peteranderl und der Musikerin Cheap Wedding das Bühnenformat Your Stalker's Playlist erstmals auf die Bühne, das die Romantisierung von Beziehungsgewalt in der Popkultur untersucht.
Als Autorin veröffentlicht sie Texte zu gesellschaftlichen Debatten, u. a. im 2050 Magazin, auf Klimafakten.de und im Westermann-Schulbuch #WirKlimahandeln.
Sie lebt mit ihrer Familie in Berlin.

## Filmografie
- 2023: I Can't Say No to Myself
- 2023: Lichtenberg
- 2023: Spreewaldkrimi: Bis der Tod euch scheidet (Fernsehfilm)
- 2022: Wir (Fernsehserie)
- 2022: Der Scheich (Fernsehserie)
- 2021: Don't Stop the Music (Dokumentarreihe)

## Rezeption
Ihre Arbeiten wurden in Medien wie dem Bayerischen Rundfunk, dem rbb, dem Tagesspiegel und weiteren regionalen sowie überregionalen Publikationen besprochen.